# Довга Мег та її дочки

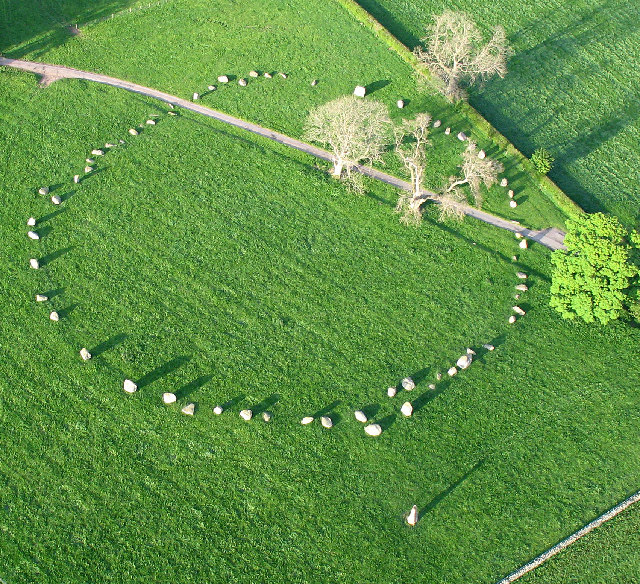
Фото 14.05. 2005, 19:37

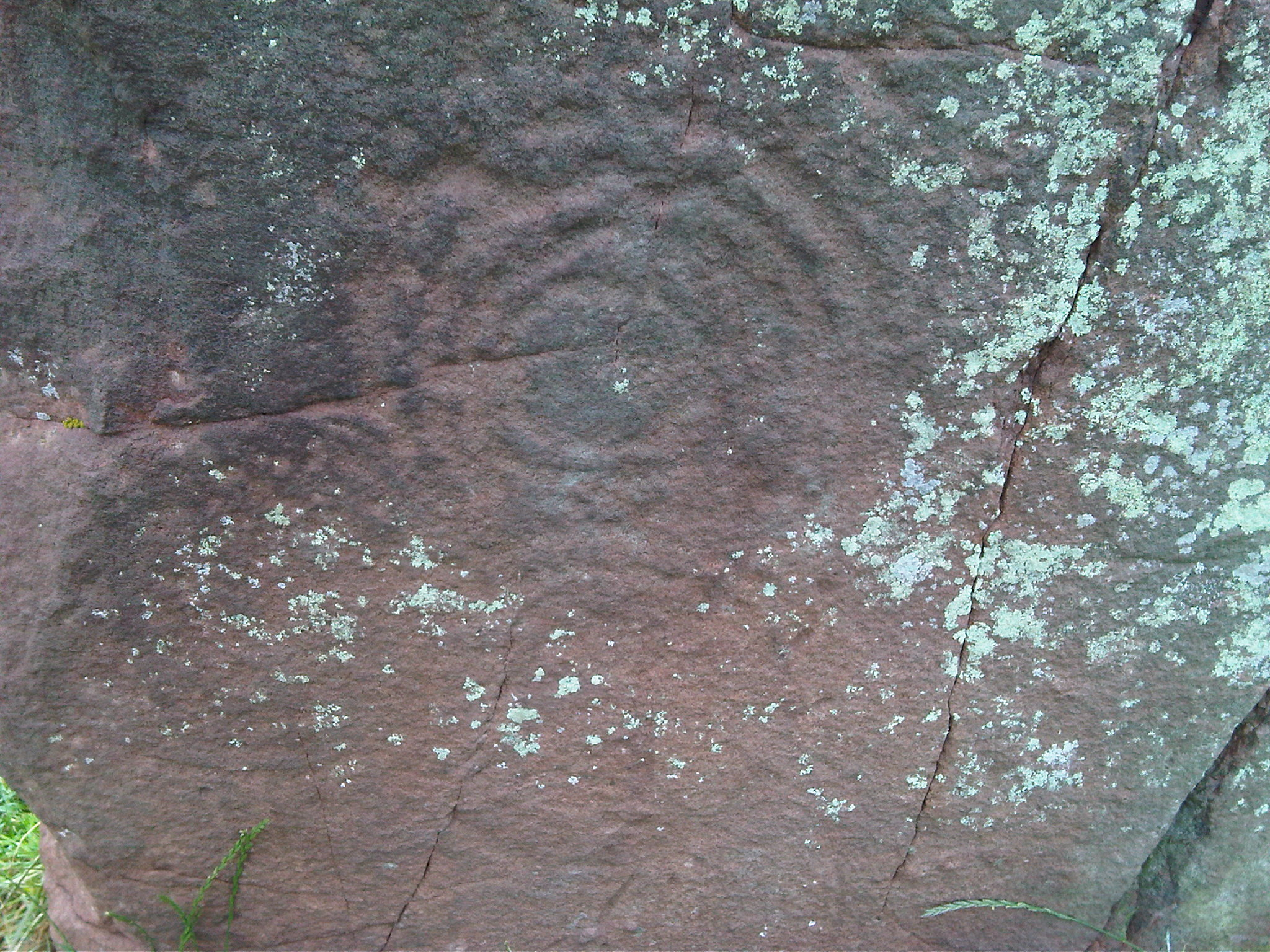
Один із трьох чашоподібних знаків на Довгій Мег

До́вга Мег та її до́чки (англ. Long Meg and Her Daughters) — найбільший кромлех на півночі Англії, також відомий під назвою Коло Моганбі (англ. Maughanby Circle). Хронологічно відноситься до бронзової доби. Розташований поблизу Пенрит Penrith, графство Камбрія (Англія). Це — найбільше кам'яне коло на півночі Англії.
Основна споруда складається з 51 каменя (з яких 27 залишаються вертикальними), зібраними в овальну фігуру довжиною 100 м по її поздовжній осі. Можливо, спочатку було цілих 70 каменів. Сама «Довга Мег» — моноліт із червоного пісковика 3,6 м заввишки, розташований на відстані 18 м на північний захід від кола, утвореного її «дочками». Довга Мег відзначена зразками мистецтва, що відносяться до періоду споруд мегаліту, включаючи чашоподібний знак, спіраль і кільця концентричних кіл.
Обрі Берл стверджував, що Мег більш раннього часу, ніж каміння довкола, і є не пов'язаним з ними неолітичним менгіром.
Аерофотозйомка виявила в окрузі декілька недатованих споруд. Поблизу розташоване менше кам'яне коло, знане «Маленька Мег».
Найвідоміша з багатьох легенд щодо оточуючих каменів твердить, що вони були одного разу місцем шабашу відьом, які були перетворені на каміння чарівником з Шотландії на ім'я Майкл Скотт. Кажуть, що камені не можуть бути перелічені — але, якщо хтось зможе перерахувати їх двічі і обидва рази вийде одна і та ж кількість — то це принесе невдачу.
Інша легенда свідчить, що, якщо ви пройдете по колах і порахуєте число каменів правильно, то, приклавши вухо до Довгої Мег, ви почує її шепіт.
За переказами, назва пішла від місцевої відьми, Мег із Мелдона, яка жила на початку 17-го сторіччя.